# Timelock
Timelock (Alternativtitel: Time Lock) ist ein US-amerikanischer Science-Fiction-Actionfilm aus dem Jahr 1996. Regie führte Robert Munic, das Drehbuch schrieben Joseph John Barmettler und J Reifel.

## Handlung
Die Handlung spielt im 23. Jahrhundert. Jack Riley wird des Computerbetrugs überführt und irrtümlich auf den Gefängnisplaneten Alpha 4 geschickt, auf dem Schwerverbrecher inhaftiert werden. Am Ziel zettelt der Häftling McMasters einen Aufstand an und droht mit der Zerstörung des Planeten durch eine Nuklearexplosion. Die meisten Wächter werden getötet. Die Pilotin des Raumschiffs Jessie Teegs und Riley kämpfen gegen die Rebellen.
Am Ende gehen Riley und Teegs gemeinsam ins Bett, wo sie von einem der Rebellen gestört werden.

## Kritiken
Die Redaktion von www.prisonflicks.com kritisierte das Drehbuch, das Fehlen der Entwicklung der Charaktere und die Kameraarbeit. Der Regisseur sei untalentiert.
Filmdienst schrieb, der Actionfilm biete „wenige inhaltliche Überraschungen“, aber er falle „durch geschickten Lichteinsatz und gute Kameraführung“ auf. Die „Wahl des körperlich unscheinbaren Antihelden“ sei ein Beweis für „einigen Witz“. Nicht gelungen seien „die Versuche, im Kontext von Mord und Totschlag die Dialoge der beiden Hauptpersonen im Stile der Screwball-Comedies zu inszenieren“.
Die Zeitschrift TV Spielfilm spottete, die „Billigkopie“ von Stirb langsam sei „nicht außerirdisch, sondern unterirdisch“. Der Film wurde zum „Flop des Tages“ erklärt. Die „Kombination aus düsterer Story und Komik“ funktioniere nicht.